# Nomos Preweza

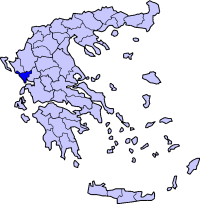
Prefektura Preweza w Grecji

Preweza (gr. Πρεβεζα) – do końca 2010 roku jedna z prefektur w regionie administracyjnym Epir w Grecji. Prefektura położona była w północno-zachodniej części kraju, graniczyła od północy z prefekturami Tesprotia i Janina, od wschodu z prefekturą Arta, od południa ograniczało ją Zatoka Ambrakijska, od zachodu Morze Jońskie. Powierzchnia prefektury wynosiła 1036 km², zamieszkiwało ją 59,600 osób (stan z roku 2005). Ośrodkiem administracyjnym prefektury było miasto Preweza.